# Lista dos treinadores vencedores da Recopa Sul-Americana

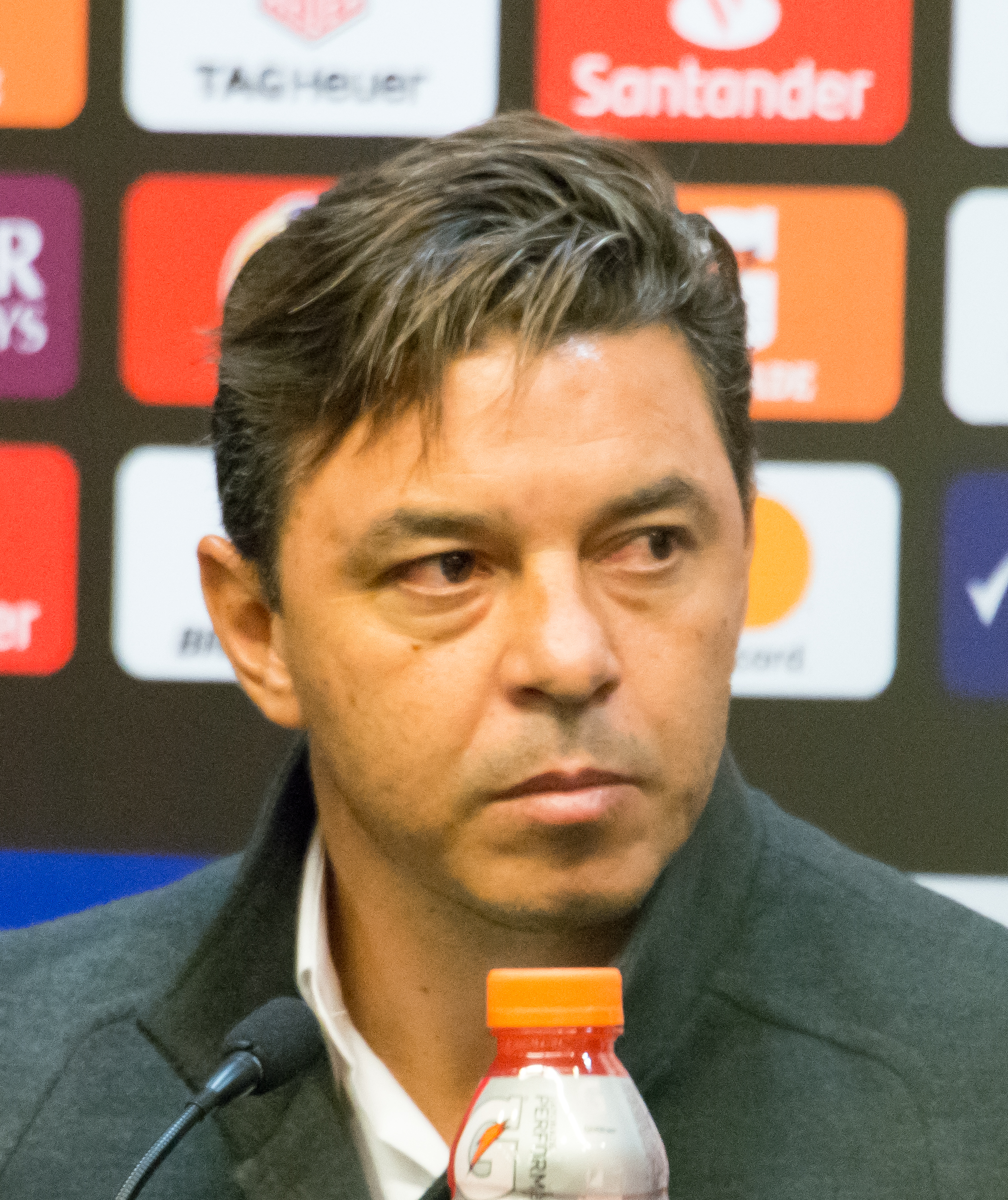
Marcelo Gallardo, maior vencedor da competição com três títulos

Esta é a lista dos treinadores vencedores da Recopa Sul-Americana. A competição foi criada em 1989 como confronto entre os campeões da Libertadores da América e da Supercopa da temporada anterior, mantendo-se nesse método de disputa até 1998 devido à descontinuação do último torneio em 1997. Depois de quatro anos seguidos sem realização do evento, retornou em 2003 como duelo entre os clubes que conquistaram a Libertadores e a Sul-Americana e permanece nesse formato desde então. Héctor Núñez ganhou a edição inaugural quando treinou o Nacional em 1989. Marcelo Gallardo possui o maior número de títulos da competição, os quais foram obtidos em 2015, 2016 e 2019 com o River Plate. Outros quatro treinadores venceram a Recopa mais de uma vez: Luis Cubilla em 1991 e 2003, Telê Santana em 1993 e 1994, Levir Culpi em 1998 e 2014, e Alfio Basile em 2005 e 2006.

## Por edição

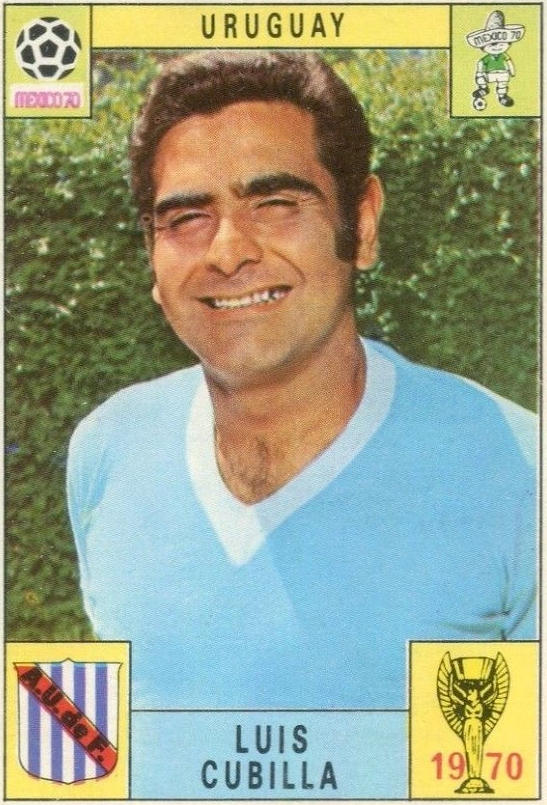
Luis Cubilla conquistou o torneio em 1991 e 2003 com o Olímpia

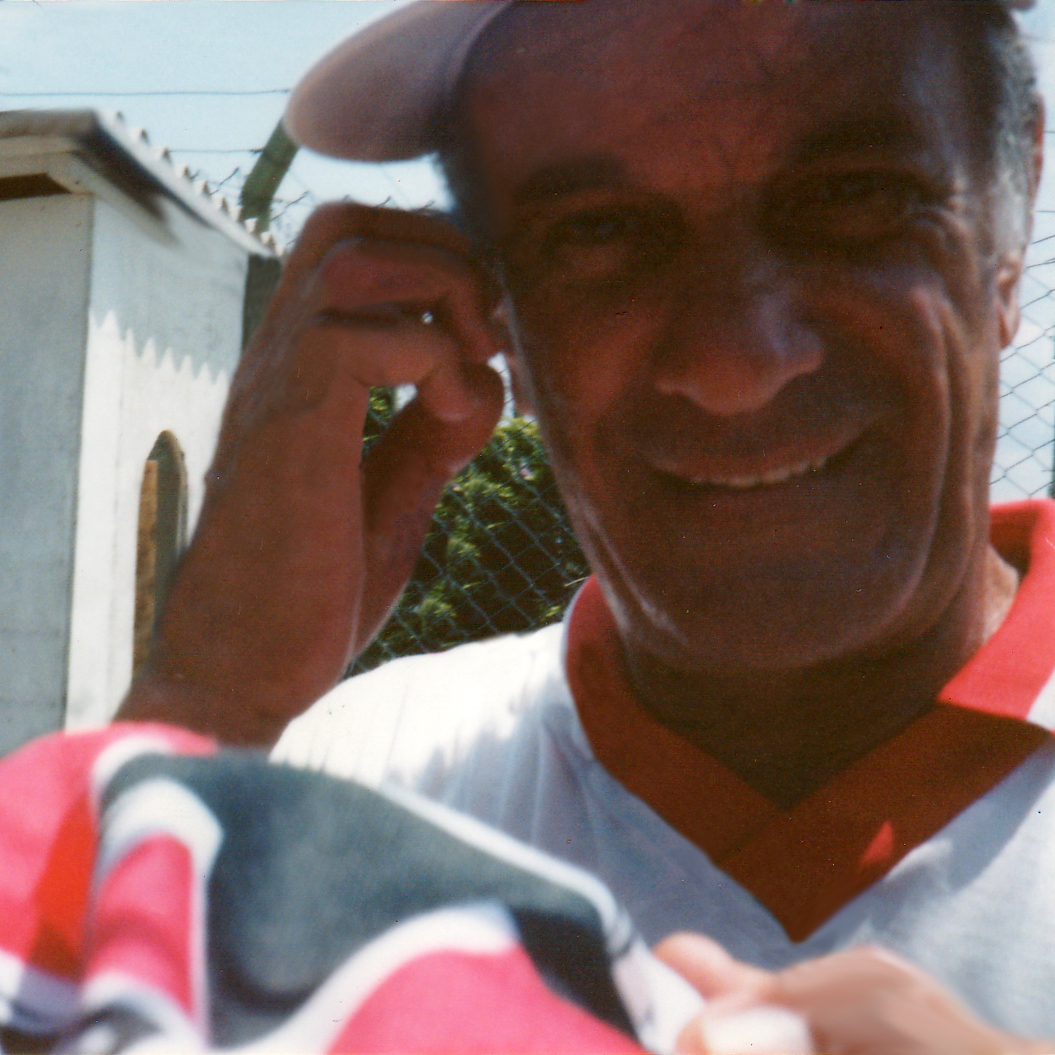
Telê Santana, campeão em 1993 e 1994 com o São Paulo

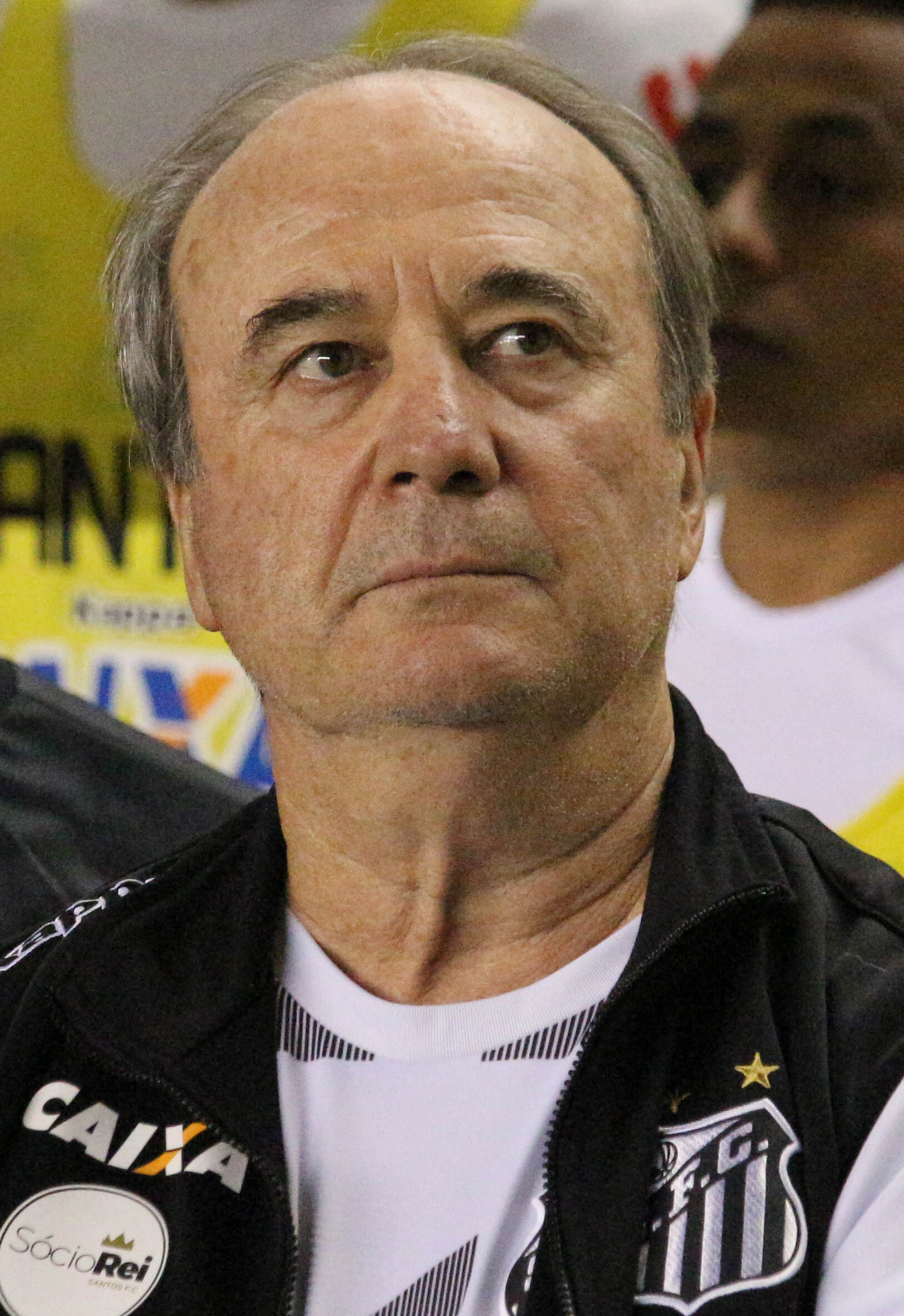
Levir Culpi obteve o título em 1998 e 2014

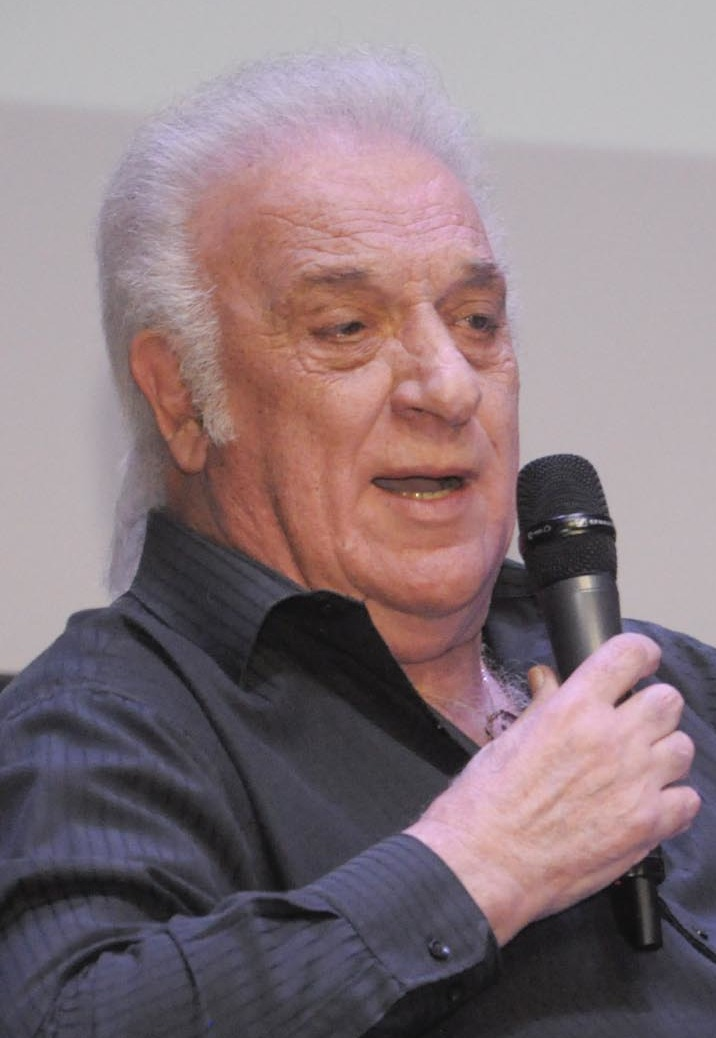
Alfio Basile ganhou as edições de 2005 e de 2006 com o Boca Juniors

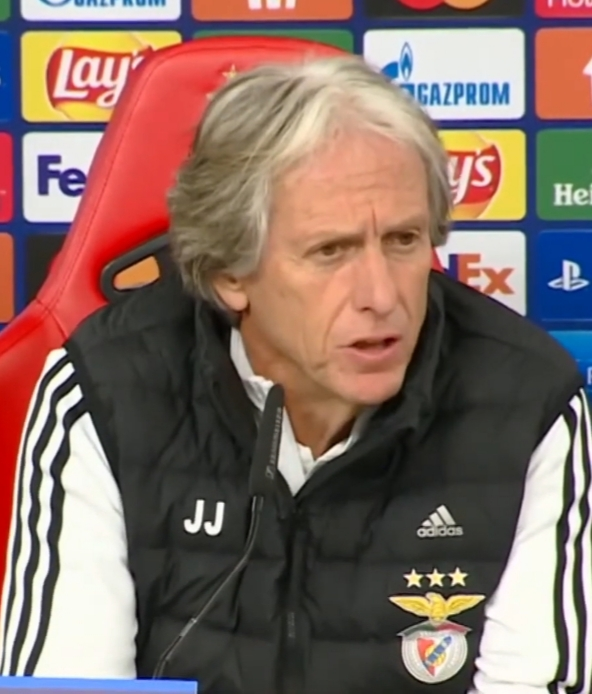
Jorge Jesus, vencedor em 2020 com o Flamengo

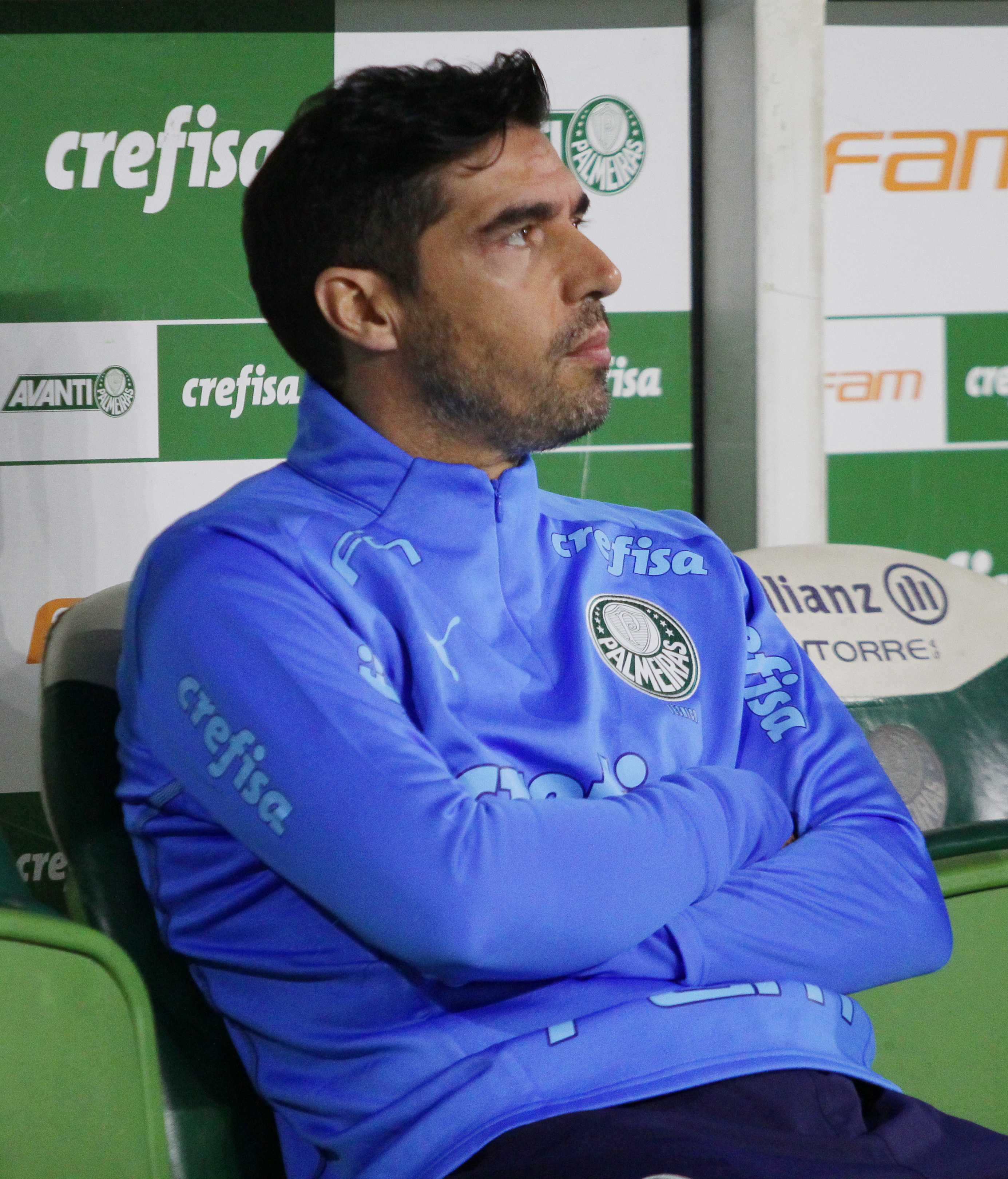
Abel Ferreira conquistou a competição em 2022 com o Palmeiras

| Edição | Treinador vencedor    | Clube                   | Ref.   |
| ------ | --------------------- | ----------------------- | ------ |
| 1989   | Héctor Núñez          | Nacional                | [ 2 ]  |
| 1990   | Carlo Aimar           | Boca Juniors            | [ 8 ]  |
| 1991   | Luis Cubilla          | Olimpia                 | [ 4 ]  |
| 1992   | Mirko Jozić           | Colo-Colo               | [ 9 ]  |
| 1993   | Telê Santana          | São Paulo               | [ 5 ]  |
| 1994   | Telê Santana          | São Paulo               | [ 5 ]  |
| 1995   | Miguel Ángel Brindisi | Independiente           | [ 10 ] |
| 1996   | Felipão               | Grêmio                  | [ 11 ] |
| 1997   | Osvaldo Piazza        | Vélez Sarsfield         | [ 12 ] |
| 1998   | Levir Culpi           | Cruzeiro                | [ 6 ]  |
| 2003   | Luis Cubilla          | Olimpia                 | [ 4 ]  |
| 2004   | Freddy Ternero        | Cienciano               | [ 13 ] |
| 2005   | Alfio Basile          | Boca Juniors            | [ 7 ]  |
| 2006   | Alfio Basile          | Boca Juniors            | [ 7 ]  |
| 2007   | Alexandre Gallo       | Internacional           | [ 14 ] |
| 2008   | Carlos Ischia         | Boca Juniors            | [ 15 ] |
| 2009   | Jorge Fossati         | LDU Quito               | [ 16 ] |
| 2010   | Edgardo Bauza         | LDU Quito               | [ 17 ] |
| 2011   | Dorival Júnior        | Internacional           | [ 18 ] |
| 2012   | Muricy Ramalho        | Santos                  | [ 19 ] |
| 2013   | Tite                  | Corinthians             | [ 20 ] |
| 2014   | Levir Culpi           | Atlético Mineiro        | [ 6 ]  |
| 2015   | Marcelo Gallardo      | River Plate             | [ 3 ]  |
| 2016   | Marcelo Gallardo      | River Plate             | [ 3 ]  |
| 2017   | Reinaldo Rueda        | Atlético Nacional       | [ 21 ] |
| 2018   | Renato Gaúcho         | Grêmio                  | [ 22 ] |
| 2019   | Marcelo Gallardo      | River Plate             | [ 3 ]  |
| 2020   | Jorge Jesus           | Flamengo                | [ 23 ] |
| 2021   | Sebastián Beccacece   | Defensa y Justicia      | [ 24 ] |
| 2022   | Abel Ferreira         | Palmeiras               | [ 25 ] |
| 2023   | Martín Anselmi        | Independiente del Valle | [ 26 ] |
| 2024   | Fernando Diniz        | Fluminense              | [ 27 ] |
| 2025   | Gustavo Costas        | Racing                  | [ 28 ] |

## Por treinador
| Treinador             | N.º de títulos | Clubes (edições)                         | Ref.   |
| --------------------- | -------------- | ---------------------------------------- | ------ |
| Marcelo Gallardo      | 3              | River Plate (2015, 2016, 2019)           | [ 3 ]  |
| Luis Cubilla          | 2              | Olimpia (1991, 2003)                     | [ 4 ]  |
| Telê Santana          | 2              | São Paulo (1993, 1994)                   | [ 5 ]  |
| Levir Culpi           | 2              | Cruzeiro (1998), Atlético Mineiro (2014) | [ 6 ]  |
| Alfio Basile          | 2              | Boca Juniors (2005, 2006)                | [ 7 ]  |
| Héctor Núñez          | 1              | Nacional (1989)                          | [ 2 ]  |
| Carlo Aimar           | 1              | Boca Juniors (1990)                      | [ 8 ]  |
| Mirko Jozić           | 1              | Colo-Colo (1992)                         | [ 9 ]  |
| Miguel Ángel Brindisi | 1              | Independiente (1995)                     | [ 10 ] |
| Felipão               | 1              | Grêmio (1996)                            | [ 11 ] |
| Osvaldo Piazza        | 1              | Vélez Sarsfield (1997)                   | [ 12 ] |
| Freddy Ternero        | 1              | Cienciano (2004)                         | [ 13 ] |
| Alexandre Gallo       | 1              | Internacional (2007)                     | [ 14 ] |
| Carlos Ischia         | 1              | Boca Juniors (2008)                      | [ 15 ] |
| Jorge Fossati         | 1              | LDU Quito (2009)                         | [ 16 ] |
| Edgardo Bauza         | 1              | LDU Quito (2010)                         | [ 17 ] |
| Dorival Júnior        | 1              | Internacional (2011)                     | [ 18 ] |
| Muricy Ramalho        | 1              | Santos (2012)                            | [ 19 ] |
| Tite                  | 1              | Corinthians (2013)                       | [ 20 ] |
| Reinaldo Rueda        | 1              | Atlético Nacional (2017)                 | [ 21 ] |
| Renato Gaúcho         | 1              | Grêmio (2018)                            | [ 22 ] |
| Jorge Jesus           | 1              | Flamengo (2020)                          | [ 23 ] |
| Sebastián Beccacece   | 1              | Defensa y Justicia (2021)                | [ 24 ] |
| Abel Ferreira         | 1              | Palmeiras (2022)                         | [ 25 ] |
| Martín Anselmi        | 1              | Independiente del Valle (2023)           | [ 26 ] |
| Fernando Diniz        | 1              | Fluminense (2024)                        | [ 27 ] |
| Gustavo Costas        | 1              | Racing (2025)                            | [ 28 ] |

## Por país
| País      | Títulos |
| --------- | ------- |
| Argentina | 13      |
| Brasil    | 11      |
| Uruguai   | 4       |
| Portugal  | 2       |
| Colômbia  | 1       |
| Peru      | 1       |
| Croácia   | 1       |